# Marc III d'Alexandrie (patriarche orthodoxe)
Pour les articles homonymes, voir Marc.
Marc III d'Alexandrie (patriarche orthodoxe) est un patriarche melkite d'Alexandrie de vers 1180 à vers 1209.

## Contexte
Le début du patriarcat de Marc III est contemporain de celui de son homonyme le patriarche d'Alexandrie de l'Église copte Marc III d'Alexandrie. Il demeure célèbre pour avoir posé 66 questions théologiques à Théodore Balsamon patriarche d'Antioche en exil. Son patriarcat est enfin marqué par de grandes famines en Égypte liées au faible niveau des eaux du Nil.